# Ла-Форс (Дордонь)
Ла-Форс (фр. La Force) — коммуна на юго-западе Франции в департаменте Дордонь административного региона Аквитания. Административный центр кантона Ла-Форс.
Шато Ла Форс, сейчас находящееся в руинах, служило резиденцией герцогов Ла Форс.

## География
Коммуна Ла-Форс расположена на территории исторического края Пурпурный Перигор на расстоянии 10 километров западнее Бержерака. К коммуне ведут три департаментские автомобильные дороги: D34, D4, D16.
В двух километрах южнее коммуны течёт река Дордонь.

## История
В 1554 году сеньория Лафорс вернулась в собственность дома Комонов, который владел фьефами Комон в Аженуа и Кастельно в Перигоре. Сеньория возведена в статус маркизатства в 1609 году, а затем и герцогства, в 1637 году. Дом Комонов владел Лафорсом вплоть до Французской революции и вплоть до сегодняшних дней представители рода обладают титулом Ла Форсов.
В годы революции член Конвента Жозеф Лаканаль, находившийся с миссией в соседнем Бержераке, распорядился разрушить шато Лафорс, бывшее центром герцогства. Добытые таким образом строительные материалы Лаканаль пустил на возведение цехов оружейной фабрики в Бержераке.
В 1958 году коммуна Лафорс получила имя Ла-Форс.

## Достопримечательности
- Шато де Ла-Форс, классифицированный исторический памятник Франции с 1932 года[1]
- Протестантский фонд Джона Боста (бывшее название, «приют в Лафорсе»)
- Протестантский храм при фонде Джона Боста
- Общинный протестантский храм, построенный до отмены Нантского эдикта
- Церковь Сен-Виктор в стиле неоготики

- Остатки флигеля шато де Ла Форс
- Протестантский храм в Ла-Форсе
- Церковь Сен-Виктор

### Народные праздники
- «Omelette à l’Aillet» (ежегодно, 1 мая)
- Национальный праздник (суббота, перед 14 июля)
- Праздник тыквы (фр. Fête de la Citrouille) (первое воскресенье октября)
- Праздник фонда Джона Боста (в июне)
- Рождественская ярмарка

## Известные личности
- Жак-Номпар де Комон (ок.1558—1652), первый герцог де Ла Форс
- Арман-Номпар де Комон (ок. 1580—1675), герцог де Ла Форс, маршал Франции
- Антуан-Номпар де Комон (1633—1723), герцог де Лозен
- Анри-Жак де Комон (1675—1726), герцог де Ла Форс, член Французской академии
- Анри Франсуа-Ксавье де Бельсэнс-Кастельморон (1671—1755) родился в шато де Ла Форс, епископ Марселя
- Ами Бост (1790—1874), протестантский пастор, умер в Лафорсе
- Джон Бост (1817—1881), протестантский пастор, основатель «приюта в Лафорсе» (1848 год), сын Ами Боста